# Ancoisne
Ancoisne is een gehucht in de Franse gemeente Houplin-Ancoisne in het Noorderdepartement. Het ligt anderhalve kilometer ten noordwesten van het dorpscentrum van Houplin, langs de weg naar Santes. Ten westen van Ancoisne loopt de gekanaliseerde Deule.

## Bezienswaardigheden
- De Église Notre-Dame de Lourdes.
- Op de gemeentelijke begraafplaats van Ancoisne bevinden zich twee Britse oorlogsgraven uit de Tweede Wereldoorlog.
- Het Parc Mosaïc, een park met planten en kunstwerken uit de hele wereld en verschillende culturen.

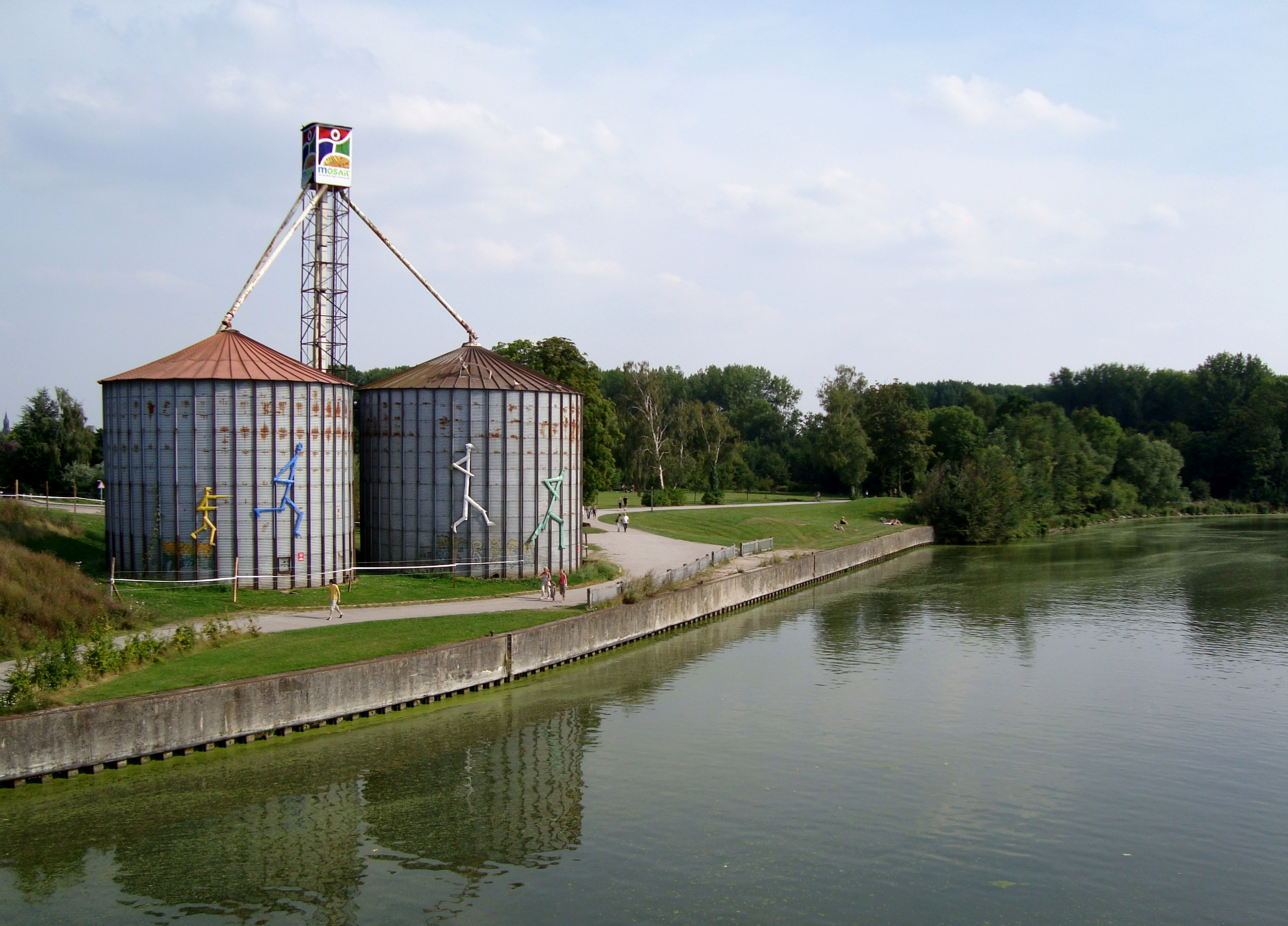
Parc Mosaïc aan de Deule